# Araeopteron
Araeopteron is een geslacht van vlinders van de familie Uilen (Noctuidae), uit de onderfamilie Acontiinae.

## Soorten
- A. acidalica Hampson, 1910
- A. amoena Inoue, 1958
- A. betie Dyar, 1914
- A. elam Schaus, 1911
- A. epiphracta Turner, 1902
- A. fasciale Hampson, 1896
- A. flaccida Inoue, 1958
- A. fragmenta Inoue, 1965
- A. goniophora Hampson, 1907
- A. imbecilla Turner, 1933
- A. kurokoi Inoue, 1958
- A. leucoplaga Hampson, 1910
- A. micraeola Meyrick, 1902
- A. microlyta Turner, 1920
- A. nebulosa Inoue, 1965
- A. nivalis Hampson, 1907
- A. obliquifasciata Joannis, 1910
- A. pictale Hampson, 1893
- A. pleurotypa Turner, 1902

- A. poliobapta Turner, 1925
- A. poliphaea Hampson, 1910
- A. proleuca Hampson, 1907
- A. rufescens Hampson, 1910
- A. vilhelmina Dyar, 1916
- A. xanthopis Hampson, 1907